# Atholl Highlanders
Los Highlanders Atholl es un regimiento de infantería escocés. Con sede en Blair Atholl, el regimiento no es parte del Ejército británico. Por el contrario, el regimiento está al servicio del Duque de Atholl, por lo que es el único ejército privado legal en el Reino Unido y en Europa.

## 77o Regimiento de Infantería
El nombre Atholl Highlanders data de la formación del 77o Regimiento de Infantería por el cuarto Duque en 1777. El regimiento fue formado como relevo para otros regimientos que servían en América del Norte, y pasó la mayor parte de su existencia en Irlanda. En los términos en que se creó el regimiento se establecía que los hombres debían ser empleado ya sea por tres años o la duración de la guerra en Estados Unidos. En 1781, el plazo original de tres años terminó, y los hombres esperaban que el regimiento que se disolviera. Sin embargo, el regimiento fue trasladado a Inglaterra y marchó a Portsmouth para ser embarcado para el servicio en las Indias Orientales. Al enterarse de esto, los hombres se amotinaron, y las órdenes de embarque fueron derogadas. El regimiento se dirigió a Berwick, donde se disolvió en 1783.

## Los Atholl Highlanders
Más de 50 años después, en 1839, el sexto duque Lord Glenlyon, reagrupó el regimiento como guardia personal que llevó al torneo Eglinton en el Castillo de Eglinton, Ayrshire. Tres años más tarde, en 1842, el regimiento acompañó la Reina Victoria durante su gira de Perthshire. En 1844, cuando la Reina estuvo como invitada del Duque en el Castillo de Blair, el regimiento montó guardia durante toda su estancia. En reconocimiento al servicio que el regimiento proporcionó durante sus dos visitas, la Reina anunció que presentaría los Atholl Highlanders con su estandarte, dando así estatus oficial al regimiento. La primera presentación de los colores del regimiento fue por Lady Glenlyon en nombre de la Reina en 1845. El regimiento recibió nuevos colores en el año 1979 de la Sra. David Butter, esposa del Lord teniente de Perth y Kinross. Una tercera presentación de su estandarte fue realizada en 2006 por la duquesa de Atholl.
Bajo el séptimo Duque, el regimiento proporcionó guardias para los visitantes reales a Castillo de Blair (que era escala obligada en el viaje a Balmoral). El regimiento también asistió a la Braemar Gathering, mientras que una reunión anual se celebró en la primera semana de septiembre en la cual el regimiento desfiló, a continuación participó en varias pruebas de fuerza y resistencia. Después de la Primera Guerra Mundial, los desfiles del regimiento fueron a menos, aunque sí ofrece guardias cuando  el príncipe heredero de Japón y Faysal I de Irak visitaron el castillo de Blair en 1921 y 1933 respectivamente. Después de 1933, tuvo poca actividad, y parecía que el regimiento desaparecería en el olvido hasta que, en 1966, fue reformado por el décimo Duque, quien tomó la decisión de reactivar el desfile anual del regimiento. Se temía que el regimiento se disolvería tras su muerte en 1996, hasta que su sucesor le escribió a los fiduciarios insistiendo en que continuaría su papel tradicional.
Aunque el regimiento nunca ha prestado servicio activo, muchos de sus guardias sirvieron con la Scottish Horse, regimiento local de Perthshire, en la Primera y Segunda Guerras Mundiales.

### Atholl Highlanders Pipes and Drums USA
Los Pipes and Drums Atholl Highlanders, EE. UU. es una banda de gaitas residente en Stone Mountain, Georgia. Esta se formó en 1981, y se le concedió el permiso del 10° Duque de llevar el tartán Murray de Atholl y ser su "Unidad en las colonias". La banda no tiene relación oficial más allá de esto con los Atholl Highlanders. El Atholl Highlanders EE. UU. tiene la distinción de ser la primera banda de gaitas que actuó en la Super Bowl, cuando apareció en la Super Bowl XXXIV.

## Grados
Rangos conocidos:
+ Coronel (Duque de Atoll)
- Teniente coronel
- Sargento (colour sargeant)
- Corporal (cabo)

## Alianzas
- Datos: Q251856
- Multimedia: Atholl Highlanders / Q251856